# 阿方索·卡洛斯 (聖海梅公爵)
聖海梅公爵阿方索·卡洛斯（Alfonso Carlos, Infante of Spain, Duke of San Jaime；1849年9月12日—1936年9月29日），本名阿方索·卡洛斯·費爾南多·何塞·胡安·皮奧·德·波旁—哈布斯堡-洛林（西班牙語：Alfonso Carlos Fernando José Juan Pío de Borbón y Habsburgo-Lorena），是波旁王朝的王室成員；也是卡洛斯主義者承認的西班牙國王阿方索·卡洛斯一世（Alfonso Carlos I，雖然有些支持阿方索十三世為其繼承人的卡洛斯主義者稱其為阿方索十二世（Alfonso XII））及法國正統派承認的法國國王查理十二（Charles XII）。

## 早年生活
阿方索·卡洛斯是蒙提宗伯爵胡安與奧地利-埃斯特的瑪麗亞·貝婭特麗克絲的次子。由於其父母分開時他尚年幼，所以他和哥哥馬德里公爵卡洛斯在他的舅舅弗朗切斯科五世指導下搬摩德納居住。
1936年阿方索·卡洛斯去世后，老王子唐·卡洛斯王子的男系血脉断绝，被废黜的西班牙国王阿方索十三世作为卡洛斯王子最大的弟弟弗朗西斯科的长曾孙，正好成为了西班牙王室的男系继承人。但大部分卡洛斯派不认同阿方索十三世的政治主张，以“阿方索十三世的祖上在认同伊莎贝拉二世时已经叛国”或“阿方索十三世的父亲阿方索十二世是伊莎贝拉二世与情夫的私生子”为由不承认他，转而支持波旁王室的两位外姓后裔，一个是阿尔方索·卡洛斯生前指定的继承人也是他的内甥波旁-帕尔马的哈维尔王子（“弗朗西斯科·哈维尔一世”，其外祖父葡萄牙国王米格尔一世为西班牙国王卡洛斯四世的外孙），另一个是奥地利的卡尔·皮乌斯大公（“卡洛斯八世”，“阿方索·卡洛斯一世”兄“卡洛斯七世”的外孙）。